# Un coup à la porte
Un coup à la porte (titre original : Knock) est une nouvelle de Fredric Brown, initialement parue dans Thrilling Wonder Stories en décembre 1948, puis dans le recueil Une étoile m'a dit (décembre 1951).

## Parutions

### Parutions aux États-Unis
La nouvelle est parue initialement aux États-Unis dans Thrilling Wonder Stories en décembre 1948. Par la suite, elle a notamment été publiée dans le recueil Une étoile m'a dit (décembre 1951).

### Parutions en France
La nouvelle est parue en France pour la première fois en 1954 dans le recueil Une étoile m'a dit.
Par la suite elle a été publiée en 1974 dans l'anthologie Histoires d'extraterrestres (rééditions en 1976, 1978, 1984 et 1986 ).

### Parutions dans d'autres pays occidentaux
La nouvelle a aussi été publiée dans les pays suivants :
- aux Pays-Bas :
  - sous le titre Klop (1957)
  - sous le titre Het Klopje op de Deur (1971)
  - sous le titre Klop Klop (1976)
- en Italie :
  - sous le titre Qualcuno bussò alla porta… (1959)
  - sous le titre Chi è (1982)
- en Portugais, sous le titre O Último Homem (1962)
- en Allemagne :
  - sous le titre Die Welt des Todes (1965)
  - sous le titre Ein Klopfen an der Tür (1981)
- en Croatie :
  - sous le titre Najkraća SF priča na svijetu (1977)
  - sous le titre Kuc-kuc (1978)

## Résumé
La nouvelle rappelle une phrase connue en science-fiction : « Le dernier homme sur la Terre était assis tout seul dans une pièce. Il y eut un coup à la porte… ». 
Le narrateur explique donc comment l'humanité en est arrivée là. Tout débute par l'arrivée d'extraterrestres, les Zans, qui en quelques heures exterminent la totalité des espèces animales, y compris l'espèce humaine, ne gardant que deux spécimens représentatifs de quelques espèces. S'agissant des humains, le rescapé mâle s'appelle Walter Phelan. La rescapée femelle s'appelle Grace Evans. Après diverses péripéties qui voient la mort de deux Zans, ces derniers décident de relâcher Walter et Grace, ainsi que tous les animaux capturés, qu'ils estiment dangereux pour leur sécurité. 
Restés seuls sur Terre, Walter évoque avec Grace le futur : s'ils veulent repeupler la planète, il faudra bien qu'ils aient des enfants et qu'ils entrent tous deux en contact physique… Selon les bonnes mœurs des années 1940, Grace est choquée par la proposition et, dans un premier temps, s'y refuse fermement. 
La nouvelle se termine sur ces mots : « Réfléchissez-y bien, ma chère amie, dit-il. Prenez tout votre temps mais revenez. La porte claqua. Il resta assis, songeant à tout ce qu'ils auraient à faire une fois qu'il aurait entamé la besogne : il ne se sentait pas du tout pressé de se mettre à la tâche. Au bout de quelque temps, il entendit les pas hésitants de la jeune femme. Il sourit… Vous voyez bien, cher lecteur, qu'il n'y avait rien de tellement horrible…  Le dernier homme sur la Terre était assis tout seul dans une pièce. Il y eut un coup à la porte… ».

## Autour de la nouvelle
Dans l'anthologie Histoires d'extraterrestres, chaque nouvelle est précédée d'une courte préface introductive. Celle concernant cette nouvelle explique notamment que : « (...) Quoi de plus sombre, en principe, que la présentation du seul homme épargné par les Conquérants ? C'est précisément ce thème qui est traité ici, mais l'auteur le développe sur un mode paradoxalement paisible, et à travers lequel l'optimisme perce malgré tout. ».